# Bitka na Neretvi
Bitka na Neretvi, također poznata pod njemačkim kodnim imenom Fall Weiss (njemački za "Bijeli slučaj"), a u Jugoslaviji često nazivan Četvrtom neprijateljskom ofenzivom, bio je njemački strateški plan o zajedničkom napadu Sila osovine započet početkom 1943. protiv partizana u Nezavisnoj Državi Hrvatskoj, danas Bosni i Hercegovini, tijekom Drugog svjetskog rata. Ofenziva je trajala od siječnja do travnja 1943. godine.
Nijemci su htjeli uništiti središnje zapovjedništvo Partizana, Centralni komitet Komunističke partije Jugoslavije, i glavnu Partizansku bolnicu. Sile osovine su okupile devet divizija, šest njemačkih, tri talijanske, nekoliko ustaških i domobranskih zdrugova, te nekoliko četničkih jedinica. Procjenjuje se da je preko 150 000 vojnika sila osovine napalo znatno malobrojnije partizanske odrede, uz koje su bili i ranjenici.

## Ciljevi operacije
- Weiss I je započeo 20. siječnja 1943. napadom na područja koja su držali partizani u zapadnoj Bosni i dijelovima središnje Hrvatske, cilj je bio uništenje partizana na području Like, Korduna, Banije, Cazinske krajine i Bosanske krajine do Grmeča
- Weiss II je uslijedio i započeo 25. veljače borbama u zapadnoj i jugozapadnoj Bosni, a partizani su se počeli povlačiti prema jugoistoku, čak i do Neretve, cilj je bilo područje Drvara, Glamoča, Livna, Jajca i Ključa
- Weiss III je otpočeo u ožujku i ciljao na područja sjeverne Hercegovine, ali su opkoljeni partizani uspjeli probiti obruč na sjeveru Crne Gore, tako da treći stupanj nije uspješno izvršen)

## Snage

### Nijemci
- 7. SS dobrovoljačka gorska divizija "Prinz Eugen"
- 369. hrvatska "Vražja" divizija
- 714. pješačka divizija
- 717. pješačka divizija
- jedna pukovnija 187. rezervne divizije

### Talijani
- 12. pješačka divizija "Sassari"
- 13. pješačka divizija "Re"
- 57. pješačka divizija "Lombardia"

### NDH
- V. ustaški stajaći zdrug
- 2. domobranski gorski zdrug
- 3. domobranski gorski zdrug
- 5. domobranski gorski zdrug
- 7. pješačka pukovnija
- Zrakoplovstvo NDH

### Četnici
- jedan puk Dinarske četničke divizije
- hercegovačka leteća brigada
- crnogorski udarni korpus
- crnogorska leteća brigada

### Partizani
- 1. hrvatski korpus
- 1. bosanski korpus
- Glavna operativna grupa
  - 1. proleterska divizija
  - 2. proleterska divizija
  - 3. udarna divizija
  - 7. banijska divizija
  - 9. dalmatinska divizija

Ukupno su snage NOVJ na početku operacije brojale oko 40.000 pripadnika, nasuprot oko 120.000 vojnika na strani sila Osovine.

## Tijek operacije
Do kraja ožujka Sile osovine su ubile oko osam tisuća partizana, zarobivši još oko dvije tisuće. Unatoč teškim gubitcima i naočigled taktičkoj pobjedi Sila osovine, partizani su osigurali sigurnost svom zapovjedništvu i bolnici, te su mogli nastaviti sa svojim djelovanjem. 
U stvari, prelaskom u istočnu Bosnu i Hercegovinu partizani su se morali boriti samo protiv četnika te su ih na tom području potpuno onesposobili. Nakon što su potom na početku Bitke na Sutjesci njemačke snage - iskoristivši okolnost da su iz te operacije izostale Talijanske snage, koje su četnike koristile kao "Dobrovoljačku antikomunističku miliciju"  - razoružale četnike na širem području tromeđi Bosne, Hercegovine i Sandžaka, četnici više ne predstavljaju ozbiljnu silu na području zapadno od Drine.
Iduća velika ofenziva je Bitka na Sutjesci, dio Pete neprijateljske ofenzive, ili kako su je Nijemci nazvali "Operacija Schwarz".
Godine 1969. snimljen je film Bitka na Neretvi koji opisuje te događaje.

## Vanjske poveznice
- Axis history factbook o bitci na Neretvi
- Četničko rasulo na Neretvi  Arhivirana inačica izvorne stranice od 13. srpnja 2013. (Wayback Machine)